# Fruttuoso di Tarragona
Fruttuoso (... – Tarragona, 21 gennaio 259) è stato un vescovo spagnolo.
Vescovo di Tarragona, fu martire insieme ai diaconi Augurio ed Eulogio ed è venerato come santo dalla Chiesa cattolica.

## Agiografia
Secondo la passio tradizionale Fruttuoso venne arrestato durante la persecuzione di Valeriano e, dopo essersi rifiutato di abiurare, fu condannato dal governatore Emiliano ad essere bruciato vivo nell'anfiteatro insieme ai suoi diaconi Eulogio ed Augurio che ne condivisero la sorte. 

La stessa fonte descrive le sue apparizioni con i diaconi, sia in occasione della sua morte (ascesa al cielo dell'anima) che in seguito ai cristiani ed allo stesso Emiliano.
Secondo la tradizione le sue ceneri sarebbero conservate presso l'abbazia di San Fruttuoso a Camogli, dove sarebbero state traslate da san Prospero a seguito dell'invasione araba della Spagna.